# 1829 (numero)
Milleottocentoventinove (1829) è il numero naturale dopo il 1828 e prima del 1830.

## Proprietà matematiche
- È un numero dispari.
- È un numero composto da 4 divisori: 1, 31, 59, 1829. Poiché la somma dei suoi divisori (escluso il numero stesso) è 91 < 1829, è un numero difettivo.
- È un numero semiprimo.
- È un numero nontotiente in quanto dispari e diverso da 1.
- È un numero palindromo e un numero ondulante nel sistema posizionale a base 14 (949).
- È un numero congruente.
- È un numero intero privo di quadrati.
- È un numero malvagio.
- È parte delle terne pitagoriche (1260, 1829, 2221), (1829, 28320, 28379), (1829, 53940, 53971), (1829, 1672620, 1672621).

## Astronomia
- 1829 Dawson è un asteroide della fascia principale del sistema solare

## Astronautica
- Cosmos 1829 è un satellite artificiale russo.